# A Portela (Carballeda de Valdeorras)
A Portela es un lugar situado en la parroquia de A Portela do Trigal, del municipio de Carballeda de Valdeorras, en la provincia de Orense, Galicia, España.